# Maurice De Wulf

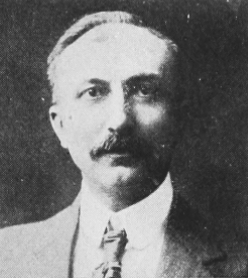
Maurice De Wulf

Maurice Marie Charles Joseph De Wulf (Poperinge, 6 april 1867 - 23 december 1947) is een Belgisch historicus van de middeleeuwse filosofie.

## Levensloop
De West-Vlaming De Wulf, zoon van de arts Henri De Wulf, volbracht zijn humaniora aan het Sint-Jozefscollege in Aalst. Hij studeerde filosofie aan de Katholieke Universiteit Leuven en behaalde doctoraten in de rechten en in de wijsbegeerte en letteren.
Hij werd hoogleraar in Leuven en leidde, samen met kardinaal Mercier, het tijdschrift Revue néo-scolastique de Louvain. In de jaren 1920 doceerde hij aan Harvard University.
Hij was lid van de Koninklijke Academie van België en eredoctor van de universiteiten van Poitiers en Grenoble. Hij was lid van K.A.V. Lovania Leuven.
De KU Leuven heeft een De Wulf-Mansioncentrum en de UCL een Centre De Wulf-Mansion, die nauw samenwerken.
In Poperinge is een straat naar hem genoemd.

## Publicatie
- La Valeur esthétique de la moralité dans l'art, 1892.
- Histoire de la philosophie scolastique dans les Pays-Bas et la principauté de Liège, jusqu'à la Révolution française, 1895.
- Études historiques sur l'esthétique de saint Thomas d'Aquin, 1896.
- Histoire de la philosophie médiévale, 1900.
- Le Traité De Unitate Formae de Gilles de Lessines (texte et étude), 1901.
- Un Théologien-philosophe du e siècle. Étude sur la vie, les œuvres et l'influence de Godefroid de Fontaines, 1906.
- Histoire de la philosophie en Belgique, 1910.
- Guerre et philosophie, 1915.
- L'Œuvre d'art et la beauté, 1920.
- Initiation à la philosophie thomiste, 1932.